# Morti nel 1812
| Questa pagina contiene informazioni ricavate automaticamente dalle voci biografiche con l'ausilio del template Bio e di un bot. L'aggiornamento è periodico e automatico e ricostruisce completamente la pagina. Se manca una persona in questa lista, sei pregato di non aggiungerla, ma accertati piuttosto che la sua voce biografica contenga il template Bio e che i dati anagrafici siano correttamente compilati. Se il template Bio manca, inseriscilo tu stesso o, in alternativa, metti l'avviso {{tmp\|Bio}} che ne segnala la mancanza. Se i dati riportati sono sbagliati, correggi direttamente la voce biografica; le modifiche saranno visibili in questa lista entro pochi giorni. Per chiarimenti vedi il progetto biografie. La lista contiene solo le 181 persone che sono citate nell'enciclopedia e per le quali è stato implementato correttamente il template Bio. Pagina aggiornata al 18 mag 2025. |

## Gennaio(11)
- 4 gennaio - Tommaso Antici, cardinale italiano (n. 1731)
- 7 gennaio - Raffaele Albertolli, pittore, incisore e stuccatore svizzero (n. 1770)
- 7 gennaio - Maria Brizzi Giorgi, compositrice, organista e pianista italiana (n. 1775)
- 11 gennaio - Henry Scott, III duca di Buccleuch, politico scozzese (n. 1746)
- 11 gennaio - Giuseppe de Gemmis, giurista e magistrato italiano (n. 1734)
- 12 gennaio - James Henry Craig, generale britannico (n. 1748)
- 14 gennaio - William Cavendish, politico inglese (n. 1783)
- 23 gennaio - Robert Craufurd, militare britannico (n. 1764)
- 23 gennaio - Giovanni Pindemonte, poeta e drammaturgo italiano (n. 1751)
- 27 gennaio - Bernardino Nocchi, pittore italiano (n. 1741)
- 29 gennaio - Orazio Ronchi, fantino italiano (n. 1756)

## Febbraio(11)
- 2 febbraio - Agapio III Matar, vescovo cattolico e patriarca cattolico siriano (n. 1736)
- 2 febbraio - Isaac Titsingh, diplomatico olandese (n. 1745)
- 7 febbraio - Egidio Maria da Taranto, religioso italiano (n. 1729)
- 9 febbraio - Guglielmo Batt, nobile inglese (n. 1744)
- 9 febbraio - Franz Anton Hoffmeister, compositore e editore musicale tedesco (n. 1754)
- 13 febbraio - Jacques Marie Boutet, attore teatrale e drammaturgo francese (n. 1745)
- 24 febbraio - Étienne-Louis Malus, fisico, ingegnere e matematico francese (n. 1775)
- 26 febbraio - Cosimo Morelli, architetto italiano (n. 1732)
- 27 febbraio - Giuseppe Greatti, abate, politico e poeta italiano (n. 1758)
- 28 febbraio - Federico Antonio di Hohenzollern-Hechingen, generale e nobile tedesco (n. 1726)
- 28 febbraio - Hugo Kołłątaj, politico, scrittore e filosofo polacco (n. 1750)

## Marzo(9)
- 2 marzo - John Raphael Smith, pittore e incisore britannico (n. 1752)
- 6 marzo - James Madison, vescovo anglicano statunitense (n. 1749)
- 9 marzo - Andrew Burnaby, viaggiatore e presbitero britannico (n. 1732)
- 11 marzo - Philip James de Loutherbourg, pittore britannico (n. 1740)
- 13 marzo - Vasilij Vasil'evič Dolgorukov, ufficiale russo (n. 1752)
- 13 marzo - Henry Paget, I conte di Uxbridge, nobile britannico (n. 1744)
- 20 marzo - Jan Ladislav Dussek, compositore e pianista boemo (n. 1760)
- 23 marzo - Carlo Emanuele d'Assia-Rheinfels-Rotenburg, nobile (n. 1746)
- 24 marzo - Johann Jakob Griesbach, filologo e biblista tedesco (n. 1745)

## Aprile(12)
- 4 aprile - Dietrich Hermann Hegewisch, storico tedesco (n. 1746)
- 6 aprile - Samuel af Ugglas, politico svedese (n. 1750)
- 7 aprile - Robert Willan, medico inglese (n. 1757)
- 8 aprile - Carlo Taglioni, ballerino e coreografo italiano
- 14 aprile - Jane Maxwell, nobildonna scozzese (n. 1748)
- 15 aprile - Johann Friedrich von Waldenstein-Wartenberg, vescovo cattolico austriaco (n. 1756)
- 16 aprile - Karl Bechon, miniatore polacco (n. 1732)
- 16 aprile - Martin von Molitor, pittore austriaco (n. 1759)
- 16 aprile - Domenico Muzzi, pittore italiano (n. 1742)
- 18 aprile - Gioacchino Albertini, compositore italiano (n. 1748)
- 20 aprile - George Clinton, militare e politico statunitense (n. 1739)
- 22 aprile - Vittorio II di Anhalt-Bernburg-Schaumburg-Hoym, principe tedesco (n. 1767)

## Maggio(11)
- 5 maggio - Augusto Cristiano di Anhalt-Köthen, principe tedesco (n. 1769)
- 7 maggio - John Colter, esploratore statunitense (n. 1774)
- 8 maggio - Ottavio Trento, politico italiano (n. 1729)
- 9 maggio - Charles-Nicolas-Sigisbert Sonnini de Manoncourt, naturalista e viaggiatore francese (n. 1751)
- 11 maggio - Spencer Perceval, politico inglese (n. 1762)
- 13 maggio - Johannes Matthias Sperger, contrabbassista e compositore austriaco (n. 1750)
- 15 maggio - Louis Bertrand, matematico svizzero (n. 1731)
- 20 maggio - Hieronymus von Colloredo, arcivescovo cattolico e mecenate austriaco (n. 1732)
- 21 maggio - Joseph Wölfl, pianista e compositore austriaco (n. 1773)
- 23 maggio - Louis Dutens, scrittore, traduttore e filologo francese (n. 1730)
- 25 maggio - Edmond Malone, scrittore e saggista irlandese (n. 1741)

## Giugno(11)
- 1º giugno - Miguel de la Grúa Talamanca, militare spagnolo
- 2 giugno - Jan Willem de Winter, ammiraglio olandese (n. 1761)
- 13 giugno - Benjamin Höijer, filosofo svedese (n. 1767)
- 14 giugno - Giovanni Battista Bendazzoli, scultore italiano (n. 1739)
- 15 giugno - Anton Stadler, clarinettista austriaco (n. 1753)
- 16 giugno - Franz Pforr, pittore tedesco (n. 1788)
- 17 giugno - François-Robert Ingouf, incisore francese (n. 1747)
- 17 giugno - Krikor Bedros V Kupelian (n. 1738)
- 17 giugno - Pio Panfili, pittore, incisore e decoratore italiano (n. 1723)
- 21 giugno - Johann Friedrich August Tischbein, pittore tedesco (n. 1750)
- 22 giugno - Richard Kirwan, biologo irlandese (n. 1733)

## Luglio(15)
- 4 luglio - Pietro Carlo di Borbone-Spagna, nobile spagnolo (n. 1786)
- 6 luglio - Martín de Alzaga, politico spagnolo (n. 1775)
- 10 luglio - Carl Ludwig Willdenow, botanico, farmacista e micologo tedesco (n. 1765)
- 14 luglio - Christian Gottlob Heyne, filologo classico, traduttore e bibliotecario tedesco (n. 1729)
- 14 luglio - Piccola Tartaruga, nativo americano (n. 1747)
- 17 luglio - John Broadwood, imprenditore scozzese (n. 1732)
- 22 luglio - Emmanuel Henri Louis Alexandre de Launay, politico francese (n. 1753)
- 22 luglio - John Gaspard Le Marchant, generale britannico (n. 1766)
- 22 luglio - Antoinette Saint-Huberty, soprano francese (n. 1756)
- 23 luglio - August Gottlieb Richter, chirurgo e medico tedesco (n. 1742)
- 24 luglio - Joseph Schuster, compositore tedesco (n. 1748)
- 24 luglio - Louis Thomas Villaret de Joyeuse, ammiraglio francese (n. 1747)
- 26 luglio - Johann Friedrich Hugo von Dalberg, compositore, pianista e letterato tedesco (n. 1760)
- 27 luglio - Clemente Venceslao di Sassonia, arcivescovo cattolico tedesco (n. 1739)
- 29 luglio - José de Mazarredo Salazar Muñatones y Gortázar, ammiraglio spagnolo (n. 1745)

## Agosto(15)
- 1º agosto - Jakov Petrovič Kul'nev, generale russo (n. 1763)
- 2 agosto - Juan de Salinas y Zenitagoya, militare e politico ecuadoriano (n. 1755)
- 3 agosto - Martin Hamaliar, scrittore e pastore protestante slovacco (n. 1750)
- 5 agosto - Lorenzo Pignotti, poeta e storico italiano (n. 1739)
- 6 agosto - Jean-Pierre Solié, compositore e baritono francese (n. 1755)
- 14 agosto - Lorenzo Nannoni, chirurgo italiano (n. 1749)
- 17 agosto - Simon-Pierre Mérard de Saint-Just, scrittore francese (n. 1749)
- 19 agosto - Vincenzo Righini, compositore e tenore italiano (n. 1756)
- 22 agosto - Charles-Étienne Gudin de La Sablonnière, generale francese (n. 1768)
- 22 agosto - Vincenzo Maria Morelli, arcivescovo cattolico italiano (n. 1741)
- 23 agosto - Bernhard Erasmus von Deroy, nobile e generale tedesco (n. 1743)
- 23 agosto - Tethart Philipp Christian Haag, pittore olandese (n. 1737)
- 26 agosto - Aleksandr Ivanovič Kutajsov, generale e nobile russo (n. 1784)
- 30 agosto - Gabriel-Marie Legouvé, drammaturgo francese (n. 1764)
- 30 agosto - George Mathews, politico, generale e agente segreto statunitense (n. 1739)

## Settembre(20)
- 4 settembre - Hieronim Janusz Sanguszko, nobile e generale polacco (n. 1743)
- 5 settembre - Girolamo della Porta, cardinale italiano (n. 1746)
- 6 settembre - Franz Volkmar Reinhard, teologo tedesco (n. 1753)
- 6 settembre - Aurelio Roverella, cardinale italiano (n. 1748)
- 7 settembre - Auguste Jean-Gabriel de Caulaincourt, generale e diplomatico francese (n. 1777)
- 7 settembre - Claude Antoine Compère, generale francese (n. 1774)
- 7 settembre - Louis-Pierre Montbrun, generale francese (n. 1770)
- 7 settembre - Carlo Cristiano di Sayn-Wittgenstein, nobile e militare tedesco (n. 1773)
- 8 settembre - Charles-André Merda, militare francese (n. 1773)
- 10 settembre - Sulpice Huguenin, avvocato, scrittore e politico francese (n. 1750)
- 12 settembre - Pëtr Ivanovič Bagration, generale russo (n. 1765)
- 12 settembre - Elias Stein, scacchista olandese (n. 1748)
- 18 settembre - Safranbolulu Izzet Mehmet Pascià, politico ottomano (n. 1743)
- 19 settembre - Mayer Amschel Rothschild, banchiere tedesco (n. 1744)
- 21 settembre - Emanuel Schikaneder, attore teatrale, basso e librettista tedesco (n. 1751)
- 22 settembre - James Clinton, generale statunitense (n. 1736)
- 22 settembre - Francesco Zambeccari, pioniere dell'aviazione italiano (n. 1752)
- 24 settembre - Federico Carlo Augusto di Waldeck e Pyrmont, sovrano tedesco (n. 1743)
- 26 settembre - George Frederick Cooke, attore teatrale inglese (n. 1756)
- 26 settembre - Antonio Salvaggi, numismatico italiano (n. 1746)

## Ottobre(10)
- 5 ottobre - Carlo Augusto del Palatinato-Zweibrücken, nobile e militare tedesco (n. 1784)
- 6 ottobre - Francesco Vaccà Berlinghieri, chirurgo italiano (n. 1732)
- 9 ottobre - William Stark, architetto e urbanista scozzese (n. 1770)
- 11 ottobre - Francesco Pignatelli, marchese di Laino, generale e politico italiano (n. 1734)
- 12 ottobre - Giovanni Bovara, presbitero e politico italiano (n. 1734)
- 12 ottobre - Juan José Castelli, rivoluzionario e politico argentino (n. 1764)
- 13 ottobre - Ignaz Ferdinand Arnold, scrittore tedesco (n. 1774)
- 18 ottobre - Karl Gustav von Baggovut, generale russo (n. 1761)
- 29 ottobre - Claude François de Malet, generale francese (n. 1754)
- 30 ottobre - Nikolaj Alekseevič Tučkov, generale russo (n. 1765)

## Novembre(14)
- 3 novembre - Ferdinand Kinsky von Wchinitz und Tettau, principe (n. 1781)
- 5 novembre - Lorenzo Gibelli, compositore italiano (n. 1718)
- 11 novembre - Platone II, monaco cristiano e teologo russo (n. 1737)
- 14 novembre - Gaetano Battaglia, militare e politico italiano
- 14 novembre - Francesco Daniele, filosofo, scrittore e letterato italiano (n. 1740)
- 14 novembre - Giuliano Traballesi, pittore e incisore italiano (n. 1727)
- 16 novembre - Cosimo Del Fante, ufficiale italiano (n. 1781)
- 16 novembre - Ignazio IV Sarrouf, vescovo cattolico e patriarca cattolico siriano (n. 1742)
- 16 novembre - John Walter, imprenditore britannico (n. 1738)
- 17 novembre - Stanislao Canovai, religioso, matematico e storico italiano (n. 1740)
- 26 novembre - Dominik Andreas von Kaunitz-Rietberg-Questenberg, diplomatico e politico austriaco (n. 1739)
- 26 novembre - Eleonora di Öttingen-Spielberg, nobildonna tedesca (n. 1745)
- 27 novembre - Domenico Cocoli, matematico e fisico italiano (n. 1747)
- 30 novembre - Stefano Tofanelli, pittore italiano (n. 1750)

## Dicembre(10)
- 12 dicembre - Franz Leopold Lafontaine, chirurgo tedesco (n. 1756)
- 13 dicembre - Marianna Martines, cantante, pianista e compositrice austriaca (n. 1744)
- 15 dicembre - Shneur Zalman, rabbino, filosofo e scrittore russo (n. 1745)
- 19 dicembre - Jean-Baptiste Bernard de Vaublanc, militare francese (n. 1761)
- 20 dicembre - Sacajawea, esploratrice nativo americano (n. 1788)
- 24 dicembre - Federico di Anhalt-Bernburg-Schaumburg-Hoym, principe tedesco (n. 1741)
- 26 dicembre - Joel Barlow, poeta, politico e diplomatico statunitense (n. 1754)
- 27 dicembre - Giorgio di Oldenburg, principe (n. 1784)
- 28 dicembre - Paul Bassenge, gioielliere tedesco (n. 1742)
- 31 dicembre - Jean Baptiste Éblé, generale e ingegnere francese (n. 1758)

## Senza giorno specificato(32)
- Giovanni Battista VI Giuseppe Albrizzi, nobile italiano (n. 1750)
- Dorvigny, attore teatrale francese (n. 1742)
- Isaac Bickerstaffe, commediografo e librettista irlandese (n. 1733)
- Ermete Bonomi, letterato italiano (n. 1734)
- Tapoa I, re (n. 1772)
- John Caillaud, generale britannico (n. 1726)
- Giuseppe Calegari, violoncellista e compositore italiano
- Charles Cameron, architetto scozzese (n. 1746)
- Charles Christie, militare britannico
- John Coventry, artigiano inglese (n. 1735)
- Antonino Crescimanno, giurista italiano
- Domenico De Lorenzo, scultore italiano
- Giovanni Evangelista Di Blasi, storico italiano (n. 1720)
- Giacomo Filippo Durazzo, collezionista d'arte e naturalista italiano (n. 1729)
- Juana Galán, militare spagnola (n. 1787)
- Giacinto Hintz, russo
- Zalkind Hourwitz, scrittore polacco (n. 1751)
- Matvej Fëdorovič Kazakov, architetto russo (n. 1738)
- Kim Man-deok, imprenditrice coreana (n. 1739)
- Jonathan Lambert, marinaio statunitense
- François Joseph Didier Liedot, militare e ingegnere francese (n. 1773)
- Duncan Ban MacIntyre, poeta scozzese (n. 1724)
- Alessandro Mochetti, incisore italiano (n. 1760)
- Tomás de Morla y Pacheco, generale spagnolo (n. 1748)
- Hugues Nardon, politico francese (n. 1768)
- Raffaele Orgitano, compositore italiano
- Giuseppe Pannini, architetto, scenografo e archeologo italiano (n. 1720)
- Jakov Sannikov, mercante e esploratore russo (n. 1780)
- Giuseppe Tineo, botanico italiano (n. 1756)
- Antonio Tozzi, compositore italiano (n. 1736)
- Antonio Trentanove, stuccatore e scultore italiano (n. 1745)
- Abd Allah bin Muhammad bin Sa'ud Al Sa'ud, principe saudita (n. 1725)